# 科貝爾 (加利福尼亞州洪堡縣)
科貝爾（英語：Korbel）是位於美國加利福尼亞州洪堡縣的一個非建制地區。該地的面積和人口皆未知。

## 地理
科貝爾的座標為40°52′13″N 123°57′30″W / 40.87028°N 123.95833°W，而該地的平均海拔高度為47米（即154英尺）。